# 皮爾遜山
72°17′S 166°43′E / 72.283°S 166.717°E
皮爾遜山（英語：Mount Pearson），是南極洲的山峰，位於維多利亞地的博克格雷溫克海岸，處於倫森冰川注入珍珠港冰川處西面，海拔高度2,440米，由新西蘭探險隊命名，現時由南極條約體系管理。